# Diaea

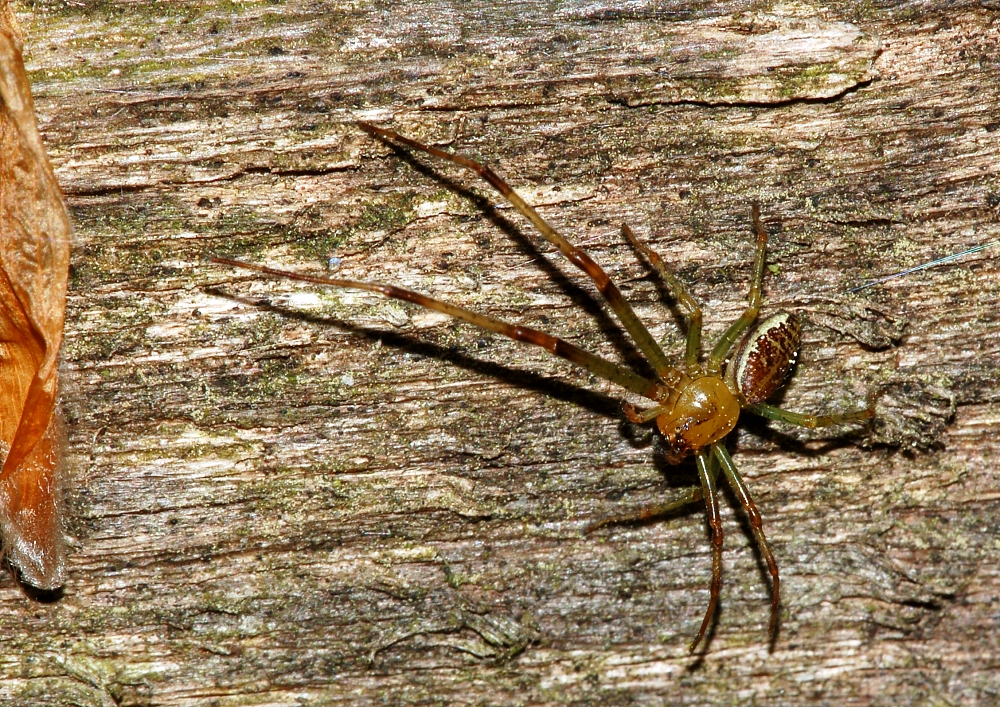
Diaea livens

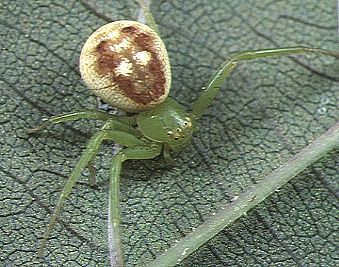
Samica Diaea subdola

Diaea – rodzaj pająków z rodziny ukośnikowatych, obejmujący 44 opisane gatunki.
Pająki te mają wypukły karapaks z rzadko rozmieszczonymi, długimi i cienkimi kolcami. Umieszczone na wzgórkach oczy są białawo otoczone. W widoku od przodu oczy pary przednio-środkowej leżą niżej niż przednio-bocznej, a te pary tylno-środkowej i tylno-bocznej w jednej linii. Środkowe pary oczu rozmieszczone są na planie szerszego z tyłu trapezu. Oczy pary przednio-bocznej są największe. Wysokość nadustka wynosi czterokrotność średnicy oka pary przednio-środkowej. Długość wargi dolnej jest większa od jej szerokości. Sternum nieco wchodzi swoim wierzchołkiem pomiędzy biodra czwartej pary odnóży krocznych. Kształt opistosomy jest owalny.
Takson kosmopolityczny, występujący głównie w Afryce, Azji i krainie australijskiej. W krainie neotropikalnej występuje tylko D. spinosa. Spośród dwóch gatunków znanych z krainy nearktycznej D. seminola jest rodzimy, a D. livens zawleczony. Jedynymi europejskimi gatunkami są: cofnik (D. dorsata) i D. livens, przy czym w Polsce występuje tylko ten pierwszy (zobacz: ukośnikowate Polski).
Należą tu 44 opisane gatunki:
- Diaea albicincta Pavesi, 1883 (Kongo, Etiopia i wschodnia Afryka)
- Diaea albolimbata L. Koch, 1875 (Nowa Zelandia)
- Diaea ambara (Urquhart, 1885) (Nowa Zelandia)
- Diaea bengalensis Biswas & Mazumder, 1981 (Indie)
- Diaea bipunctata Rainbow, 1902 (Vanuatu)
- Diaea carangali Barrion & Litsinger, 1995 (Filipiny)
- Diaea delata Karsch, 1880 (Zachodnia Afryka i Angola)
- Diaea doleschalli Hogg, 1915 (Nowa Gwinea)
- Diaea dorsata (Fabricius, 1777) (palearktyczna Eurazja)
- Diaea giltayi Roewer, 1938 (Nowa Gwinea)
- Diaea graphica Simon, 1882 (Jemen)
- Diaea gyoja Ono, 1985 (Japonia)
- Diaea implicata Jézéquel, 1966 (Wybrzeże Kości Słoniowej)
- Diaea insignis Thorell, 1877 (Celebes)
- Diaea limbata Kulczyński, 1911 (Nowa Gwinea)
- Diaea livens Simon, 1876 (Europa, Turcja, Kaukaz, Iran, USA)
- Diaea longisetosa Roewer, 1961 (Senegal)
- Diaea mikhailovi Zhang, Song & Zhu, 2004 (Chiny)
- Diaea mutabilis Kulczyński, 1901 (Etiopia)
- Diaea nakajimai Ono, 1993 (Madagaskar)
- Diaea ocellata Rainbow, 1898 (Nowa Gwinea)
- Diaea smanii Zamani & Marusik, 2017 (Iran)
- Diaea papuana Kulczyński, 1911 (Nowa Gwinea)
- Diaea placata O. P.-Cambridge, 1899 (Sri Lanka)
- Diaea pougneti Simon, 1885 (Indie)
- Diaea proclivis Simon, 1903 (Gwinea)
- Diaea puncta Karsch, 1884 (Afryka)
- Diaea rohani Fage, 1923 (Angola)
- Diaea rufoannulata Simon, 1880 (Nowa Kaledonia)
- Diaea semilutea Simon, 1903 (Gwinea Równikowa)
- Diaea seminola Gertsch, 1939 (USA)
- Diaea septempunctata L. Koch, 1874 (Nowa Gwinea, Tongo)
- Diaea shirleyi Hogg, 1922 (Wietnam)
- Diaea simplex Xu, Han & Li, 2008 (Chiny, Hongkong)
- Diaea sphaeroides (Urquhart, 1885) (Nowa Zelandia)
- Diaea spinosa Keyserling, 1880 (Kolumbia)
- Diaea subdola O. P.-Cambridge, 1885 (Rosja, Indie, Pakistan i Daleki Wschód)
- Diaea suspiciosa O. P.-Cambridge, 1885 (centralna Azja i Chiny)
- Diaea tadtadtinika Barrion & Litsinger, 1995 (Filipiny)
- Diaea taibeli Caporiacco, 1949 (Kenia)
- Diaea terrena Dyal, 1935 (Pakistan)
- Diaea tongatabuensis Strand, 1913 (Polinezja)
- Diaea viridipes Strand, 1909 (południowa Afryka)
- Diaea zonura Thorell, 1892 (Jawa i Sumatra)